# Resolució 1356 del Consell de Seguretat de les Nacions Unides
La Resolució 1356 del Consell de Seguretat de les Nacions Unides fou adoptada per unanimitat el 19 de juny de 2001. Després de reafirmar les resolucions 733 (1992) i la 751 (1992) sobre la situació a Somàlia, el Consell va eximir l'equip militar no letal de l'embargament d'armes contra el país.
El Consell de Seguretat va expressar el seu desig de pau i seguretat a Somàlia i va reconèixer els esforços realitzats per les organitzacions humanitàries i les Nacions Unides al país.
Actuant sota el Capítol VII de la Carta de les Nacions Unides, el Consell va convidar a tots els països a complir amb les restriccions contra Somàlia. Va decidir que les robes protectores, com els cascos i les armilles militars per al seu ús pel personal de les Nacions Unides, humanitària o de mitjans, estarien exempts de les sancions, a més de l'equip militar no letal aprovat pel Comitè establert en la Resolució 751.